# Leopoldo José Brenes Solórzano
Leopoldo José kardinál Brenes Solórzano (* 7. března 1949, Ticuantepe, Nikaragua) je nikaragujský římskokatolický kněz, arcibiskup managujský a od roku 2014 také kardinál.

## Život
Po středoškolském vzdělání vstoupil do Národního semináře v Manague, kde studoval filosofii a teologii a dále studoval v Koncilním semináři México a na Papežské Gregoriánské univerzitě, Papežské lateránské univerzitě kde získal licentiát z dogmatické teologie. Dne 16. srpna 1974 byl vysvěcen na kněze arcibiskupem Managuy Miguelem Obando y Bravo SDB. Působil jako kněz ve farnostech San Miguel, Santa Gema, Las Brisas, La Asunción, Managua, San Pio X. atd.

### Biskupské působení
Dne 12. února 1988 ho papež Jan Pavel II. jmenoval pomocným biskupem Managuy a titulárním biskupem Maturby. Na biskupa byl vysvěcen 19. března téhož roku Miguelem Obandem y Bravem SDB, spolusvětiteli byli Paolo Giglio a Arturo Rivera Damas SDB. Tuto funkci vykonával až do 2. listopadu 1991 kdy byl jmenován biskupem Matagalpy. Po rezignaci kardinála Obando y Bravo 1. dubna 2005 na úřad arcibiskupa ho Jan Pavel II. jmenoval arcibiskupem Managuy. Od listopadu 2005 až do listopadu 2011 byl předsedou biskupské konference Nikaraguy.

### Kardinálem
Dne 12. ledna 2014 papež František oznámil, že arcibiskup Brenes Solórzano bude jmenován kardinálem. V konzistoři dne 22. února 2014 jej také jmenoval kardinálem-knězem a udělil mu titul San Gioacchino ai Prati di Castello. 